# Стефка Оникян
Стефка Мелкон Оникян е българска поп и джаз певица, хоноруван професор в Националната музикална академия.

## Биография
Родена е на 10 август 1951 г. в Пловдив. Завършва пловдивското Музикално училище през 1971 г. Същата година е поканена от Николай Куюмджиев в София в току-що създаденото трио „Обектив 71“, заедно с Маргарита Хранова и Маргарита Градева.
През 1973 г. певицата прави първия си студиен запис в БНР – песента „Земен вик“ от Христо Ковачев. Приета е и в Естрадния отдел на Българската музикална академия. Същата година спечелва и конкурса за солистка на Представителния ансамбъл на БНА. Висшето си музикално образование завършва в Академия за музикално, танцово и изобразително изкуство в Пловдив в класа по пеене на проф. Калина Жекова.
1974 г. за Стефка Оникян започва с I награда от Международния конкурс за поп изпълнители в Колобжег – Полша, в конкуренция с такива певици като Сдислава Сошницка и Ева Снежанка. Същата година печели и II награда на международния фестивал „Златният Орфей“ (голямата награда тогава печели Алла Пугачова, а първа – Карл Уейн).
В периода 1975 – 1978 г. Стефка Оникян осъществява редица турнета в България и в СССР и Куба, участва и в спектакли – „Чилийска фиеста“, „Хора с криле“ и „Команчи на Лионската гара“, в „Златният Орфей“ и в Прегледа „Нова българска музика“, в телевизионни предавания и звукозаписни проекти. Активно сътрудничи с Биг бенда на БНР и оркестър „София“. Работи с почти всички композитори и аранжори на попмузика – Атанас Бояджиев, Александър Йосифов, Александър Бръзицов, Ангел Заберски, Вили Казасян, Кристиян Бояджиев, Найден Андреев, Румен Бояджиев, Тончо Русев, Хайгашод Агасян, Зорница Попова и много други. През 1976 г. композиторът Георги Робев написва за певицата песента „Балада за България“, която звучи на всички официални празници.
От средата на 80-те години Стефка Оникян се утвърждава и като една от водещите джазови певици в България. Участва активно в национални и международни джаз-срещи и фестивали – „София джаз фест“ 1984, 1985, 1986, 1988, 1989 г., „Джаз форум“ в Русе, „Диксиленд парад“ в Габрово, „Диксиленд международен фестивал“ в Дрезден, „Международен джазфер“ в Загреб, „Международен джаз фест“ в Ниш, „Джаз-клуб“ в Прищина и др. Работи с такива музиканти като Милчо Левиев – за албума му „Царска стъпка“ и в европейската премиера на джаз – кантатата „Зелената къща“, състояла се в зала България през 1997 г., със Симеон Щерев – „Самбоса I“ и „Самбоса II“, с Людмил Георгиев – концертите посветени на 100 години от рождението на Джордж Гершуин и Дюк Елингтън, с Вили Казасян, Петър Петров, Анатолий Вапиров, Антони Дончев, Христо Йоцов, Любомир Денев, Георги Борисов и други.
Стефка Оникян е осъществила многобройни записи на театрална и филмова музика. През 2003 г. записва за Уолт Дисни заглавната песен „Circle of Life“ към филма „Цар лъв“.
Своята вокално-педагогическа дейност Стефка Оникян започва през 80-те години. През 90-те години вече работи в Държавна музикална академия „Панчо Владигеров“ като вокален педагог и пее във всички представителни концерти на академията.
Предавайки богатия си музикално-сценичен опит на студентите, всяка година тя подготвя продукции с песни от Джордж Гершуин (2001), Коул Портър (2002), Дюк Елингтън (2003), Антониу Карлус Жобим (2004).
Много от нейните възпитаници печелят различни конкурси в България и чужбина. Сред по-известните и студенти са Митко Рупчев, Кръстина Кокорска, Елена Кокорска, Михаела Филева, Десислава Добрева, Весела Морова, Николай Денев, Славина Калканджиева, Васил Чергов, Весела Думанова, Цветомир Цанков, Божана Спасова, Наталия Тенева, Николай Стоянов, Искра Милкова, Миглена Русева, Йордан Марков, Далия Чорбаджийска, Лъчезар Кацарски, Румяна Коцева, и много други.
На джаз фестивал Банско Стефка Оникян гостува със студенти си певци и музиканти две години подред, където участват и във филм... Продължават продукциите и концертите със студенти в „Студио 5“ и София лайф клуб. Концерти във Враца със симфоничен оркестър под диригенството на доцент Христо Павлов, концерт в културен център Надежда и други...
С успех прави голям концерт с оркестър от студенти на НМА с ръководител Росен Парлапанов с песни на Стефан Димитров и със своите студенти, който многократно е излъчван по Националната телевизия. Българска национална телевизия заснема филм за живота и творческия път на Стефка Оникян.
През 2011 г. издава книга в помощ на млади дарования, „Вокална работа в поп и джаз музиката“, която е с диск с упражнения за разпяване.
Преподавателската си дейност съчетава с активна концертна дейност, джаз фестивали, майсторски класове, интервюта, записи и други.
През 2007 г. ВАК присъжда на Стефка Оникян научното звание „доцент“, а през 2012 г. става „доктор“ по музикознание и музикално изкуство в Националната музикална академия „Панчо Владигеров“. През 2016 г. Стефка Оникян е избрана за професор в НМА.